# 小林英一 (実業家)
 小林 英一（こばやし えいいち、1931年7月20日 - ）は、日本の実業家、馬主。
玉軸受（ボールベアリング）の設計・製造を手がける北日本精機株式会社、および販売を手がけるサッポロプレシジョン株式会社の創業者で、現代表取締役会長。また、2012年の二冠馬ゴールドシップの馬主としても知られる。
なお、転がり軸受ユニットの製造を手がける日本ピローブロック（現FYH）元社長であり、2024年現在「ニホンピロ」の冠名を用いる馬主である小林英一とは、同姓同名の別人である。

## 経歴
部品メーカーに就職し営業マンとして勤めたのち、1969年に北日本精機株式会社を設立した。その後、社長職を長男の以智郎に譲り、現在は会長に就任している。
芸術への造詣が深く、北海道芦別市に「小林英一記念美術館」と、空撮写真家の清水武男の作品を展示する「清水武男世界空撮写真館」を開設している。

## 馬主活動

小林の勝負服

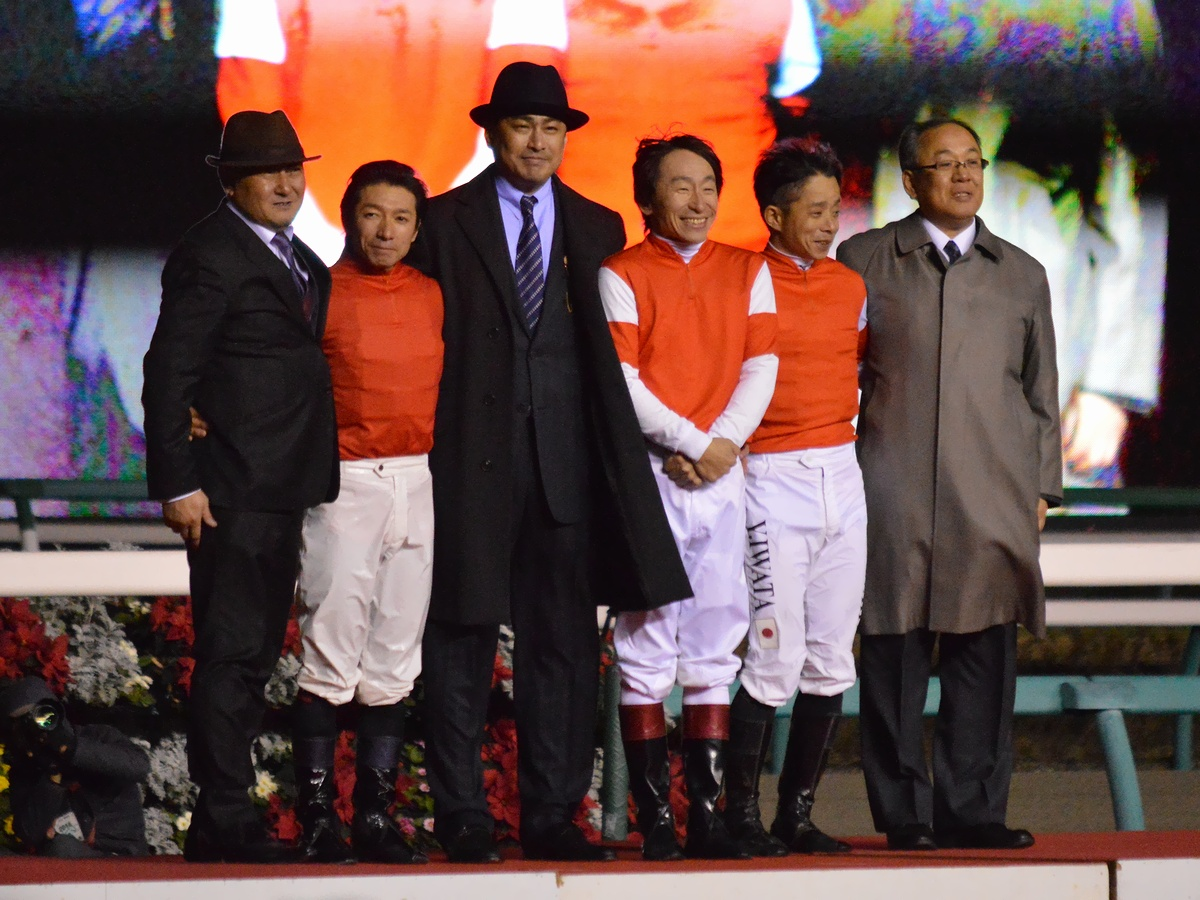
小林の勝負服を着用した内田博幸（左から2人目）、横山典弘、岩田康誠（それぞれ右から3人目、2人目）。内田と横山の間は次男の正和

日本中央競馬会（JRA）に登録する馬主としても知られる。勝負服の柄は赤、白袖赤一本輪、冠名は特に用いない。当初は個人名義で馬主登録をしていたが、現在は法人名義である「合同会社小林英一ホールディングス」で登録されている。会社代表は次男の小林正和。
30代の頃より競馬ファンとなったといい、当時は騎手の野平祐二が好きであった。そのお手馬であったスイートフラッグに惚れ込み、馬主となった際にはこの馬の血統を買うと決めていたという。その後、馬主となりスイートフラッグを近親に持つパストラリズムを最初に所有したが、その孫の中の1頭がゴールドシップであった。

### 来歴
- 1988年 - 馬主資格取得[1]。
- 1990年 - 8月4日の3歳未勝利戦をパストラリズムが制し、初勝利。
- 2003年 - 東京新聞杯をボールドブライアンが制し、重賞初制覇。
- 2012年 - 皐月賞をゴールドシップが制し、GI級競走初制覇。その後同年の菊花賞も制し、クラシック二冠を達成した。
- 2014年 - 9月4日から9月27日の間に、所有馬の名義を合同会社小林英一ホールディングスに変更。
- 2015年 - 阪神大賞典をゴールドシップが制し、現在の名義で重賞初制覇。その後同年の天皇賞・春も制し、GI級競走も制覇した。

## 主な所有馬

### GI級競走優勝馬
- ゴールドシップ（2012年皐月賞、菊花賞、有馬記念、神戸新聞杯、共同通信杯、2013年宝塚記念、阪神大賞典、2014年宝塚記念、阪神大賞典、2015年天皇賞・春、阪神大賞典、現役中に会社名義に変更）

### 重賞競走優勝馬
- ボールドブライアン（2003年東京新聞杯、個人名義時）
- ロータスランド（2021年関屋記念、2022年京都牝馬ステークス）

### その他の所有馬
- ポイントフラッグ（2001年チューリップ賞2着、ゴールドシップの母）
- ハッピールック（オープン2勝、2001年アルゼンチン共和国杯2着、2003年ダイヤモンドステークス2着、個人名義時）
- ランドネ（2018年スイートピーステークス、紫苑ステークス3着、2019年愛知杯3着、2020年福島牝馬ステークス3着）

## 受賞
- 北海道功労賞（2008年）[2]
- 経産省永年貢献創業者賞（2016年）[2]